# Pumuckl-Museum in Uthlede
Das Pumuckl-Museum in Uthlede ist ein Museum in der niedersächsischen Ortschaft Uthlede (Gemeinde Hagen im Bremischen, Landkreis Cuxhaven). Es ist das einzige Museum in Norddeutschland, das dem Kobold Pumuckl Reverenz erweist. Betreiber des privaten Museums mit mehr als 1000 Exponaten ist Sven Coorßen.
Ein weiteres Pumuckl-Museum gibt es in der Bartlmämühle Ohlstadt, einer Gemeinde im oberbayerischen Landkreis Garmisch-Partenkirchen.